# Jean-Marcel Rodié
Jean-Marcel Rodié, né à Sorèze le 16 juillet 1879 et mort à Paris le 10 avril 1968, a été évêque d'Ajaccio puis évêque d'Agen.

## Biographie

### Formation
Il étudie au collège dominicain de Sorèze, sa ville natale. Il entre à l'École polytechnique en 1898. Il fait partie de la même promotion qu'André Citroën (X 1898). Sous-lieutenant à Toulon puis ingénieur des chemins de fer, il interrompt sa carrière pour le séminaire, décision peu banale pour un polythnicien et un artilleur. Ordonné prêtre pour le diocèse de Fréjus le 17 juillet 1910, il est mobilisé en 1914,  sert comme capitaine d'artillerie. 

### Évêque d'Ajaccio
Nommé évêque d'Ajaccio en 1927, Rodié y restera 11 ans. Il s'efforce de réanimer le clergé corse et lutte contre les tendances italianisantes. Plus ouvert sur la société que son prédécesseur Simeone, il développe les patronages, le scoutisme.
Il publie un Petit dictionnaire des noms de lieux corses, noms de communes, hameaux, cantons, anciennes provinces, cours d'eau, montagnes, accidents de terrain, etc., étudiés par rapport à leur sens et leur origine.

### Évêque d'Agen
Il arrive au siège d'Agen en 1938. Pétainiste mais assez proche de la Résistance, il est emprisonné à Toulouse en juin 1944 puis déporté à Compiègne.
Ensuite Rodié reprend ses visites pastorales, favorise la fondation de Pax Christi à Agen par Marthe Dortel-Claudot. C'est sous son épiscopat que furent achevées l'église du Sacré-Cœur d'Agen (1947) et la basilique Notre-Dame de Peyragude (1949).
Membre de la Société académique d'Agen, Rodié fit quelques communications sur les recherches anthropologiques de la Moyenne Garonne, la langue d'Oc, le mouvement des étoiles, la désintégration de la matière et la bombe atomique. En 1956,  Rodié se retire pour servir comme aumônier d'une maison religieuse à Paris. Il est nommé évêque titulaire de Cynopolis-en-Arcadie (de). 
Il meurt le 10 avril 1968.

## Distinction
- Chevalier de la Légion d'honneur (14 avril 1917[1])